# Света Троица (Добрача)
Вижте пояснителната страница за други значения на Света Троица.
„Света Троица“ или „Свети Дух“ (на македонска литературна норма: „Света Троица“, „Свети Дух“) е поствизантийска православна църква в кумановското село Добрача, североизточната част на Република Македония. Част е от Кумановско-Осоговската епархия на Македонската православна църква.
Църквата е трикорабен гробищен храм, разположен в средата между махалите на селото. Изградена е най-вероятно в първата половина на XVII век. В 1931 година е видоизменена. На западната фасада има запазена оригинална каменна пластика. Стенописите са унищожени.